# Erradicació de malalties infeccioses

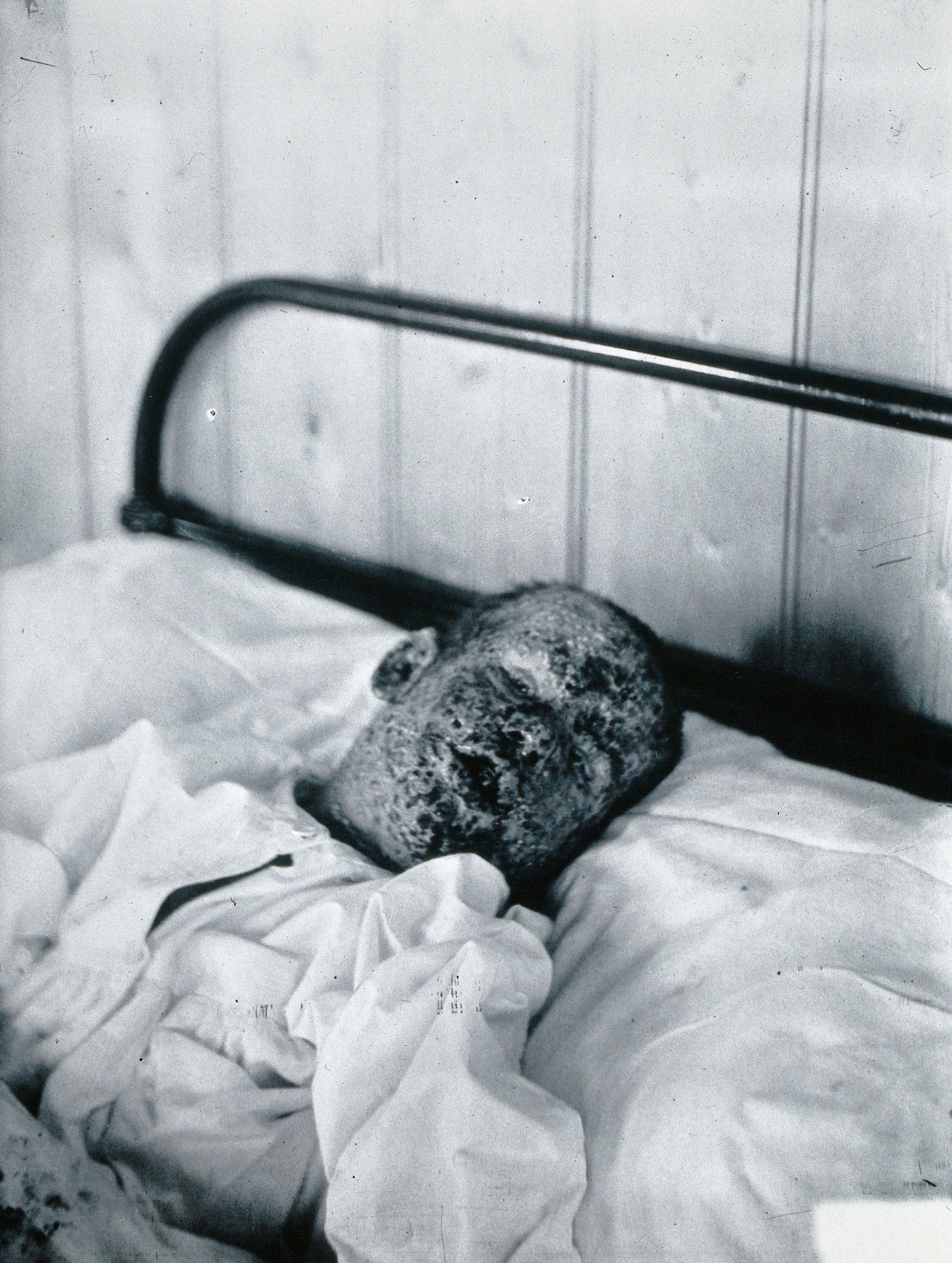
Un nen que pateix de verola. El 1980, l'Organització Mundial de la Salut va anunciar l'erradicació mundial de la verola. És l’única malaltia humana que s'ha erradicat.

L'erradicació és la reducció a zero de la prevalença d'una malaltia infecciosa en la població d'acollida mundial.
S'han erradicat dues malalties infeccioses: la verola en humans i la pesta bovina en remugants. Hi ha quatre programes en curs dirigits a les malalties humanes de la poliomielitis, el pian, la dracunculosi i la malària. L’abril de 2008, cinc malalties infeccioses més s'han identificat com a potencialment erradicables amb la tecnologia actual pel Grup de treball internacional per a l'erradicació de malalties del Centre Carter: xarampió, galteres, rubèola, filariosi limfàtica (elefantiasi) i cisticercosi (tenia de porc).
El concepte d'erradicació de la malaltia de vegades es confon amb l'eliminació de la malaltia, que és la reducció de la prevalença a zero d'una malaltia infecciosa en una població regional, o la reducció de la prevalença mundial a una quantitat insignificant. Una confusió addicional sorgeix de l'ús del terme "erradicació" per referir-se a l'eliminació total d'un determinat patogen d'un individu (també conegut com a eliminació d'una infecció), particularment en el context del VIH i d'altres virus on es busquen aquestes cures.
L'orientació de les malalties infeccioses per a l'erradicació es basa en criteris estrets, ja que les característiques biològiques i tècniques determinen si un organisme patogen és (almenys potencialment) erradicable. El patogen objectiu no ha de tenir un reservori significatiu no humà (o no humà dependent) (o, en el cas de malalties animals, el reservori de la infecció ha de ser una espècie fàcilment identificable, com en el cas de la pesta bovina). Això requereix una comprensió suficient del cicle de vida i de la transmissió del patogen. Cal que hi hagi una intervenció eficient i pràctica (com ara una vacuna o un antibiòtic) per interrompre la transmissió. Els estudis sobre el xarampió a l'era prèvia a la vacunació van conduir al concepte de mida crítica de la comunitat, la mida mínima de la població per sota de la qual un patogen deixa de circular. L'ús de programes de vacunació abans de la introducció d'una campanya d'erradicació pot reduir la població susceptible. La malaltia que s'ha d'erradicar hauria de ser clarament identificable i hauria d'existir un instrument de diagnòstic precís. Les consideracions econòmiques, així com el suport i el compromís social i polític, són altres factors crucials que determinen la viabilitat de l'erradicació.